# Abe Sklar
Abe Sklar (25 de novembro de 1925 – 30 de outubro de 2020) foi um matemático estadunidense, professor de matemática aplicada no Instituto de Tecnologia de Illinois.
Em 1959 introduziu a noção e o termo "cópula" em teoria das probabilidades.
Sklar foi aluno de Tom Mike Apostol no Instituto de Tecnologia da Califórnia, onde obteve um Ph.D. em 1956. No Instituto de Tecnologia de Illinois foi orientador de Clark Kimberling e Marjorie Senechal.